# Hygrophorus hypothejus
Hygrophorus hypothejus là một loài nấm ăn được trong chi Hygrophorus.

## Hình ảnh

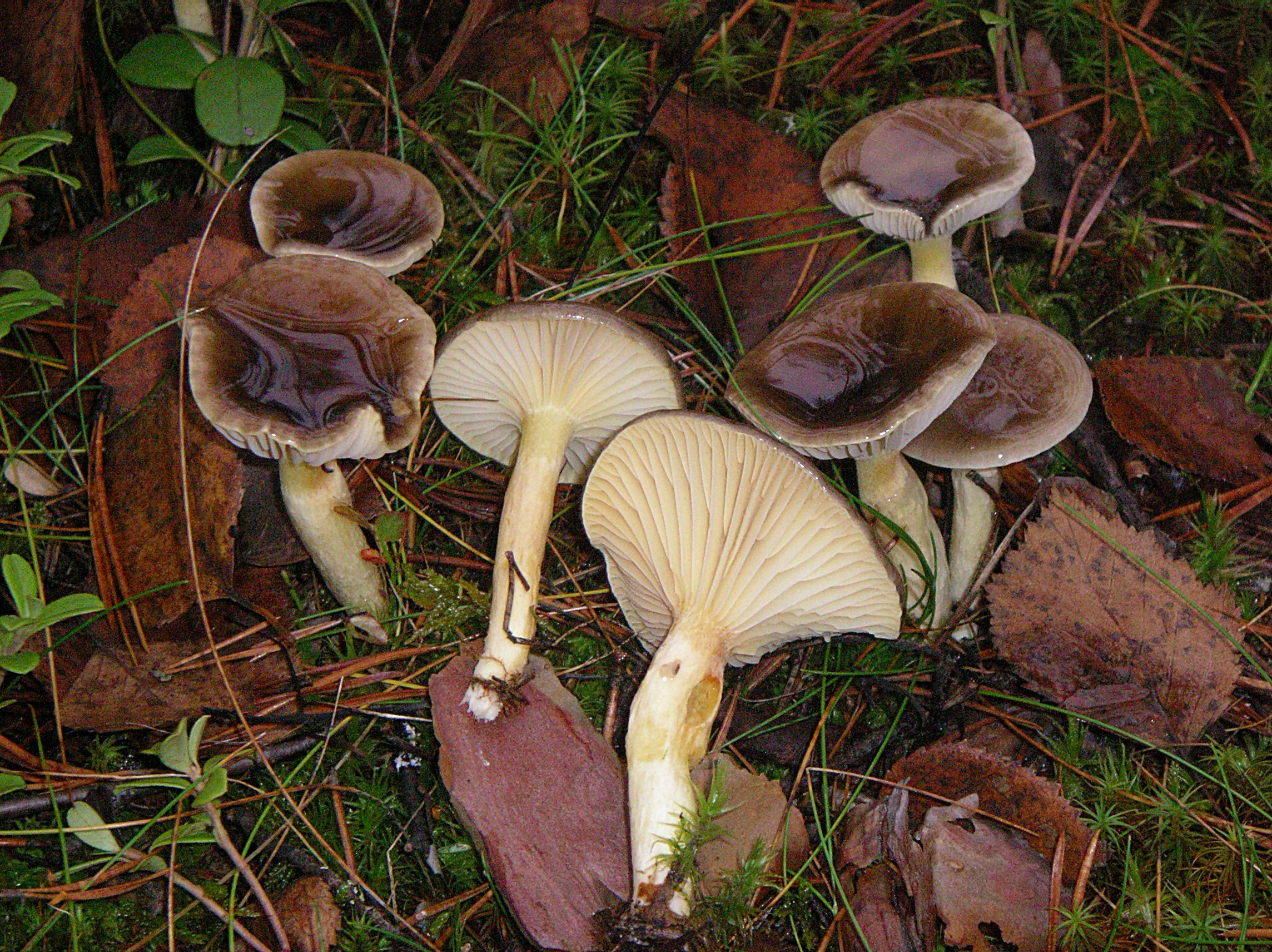
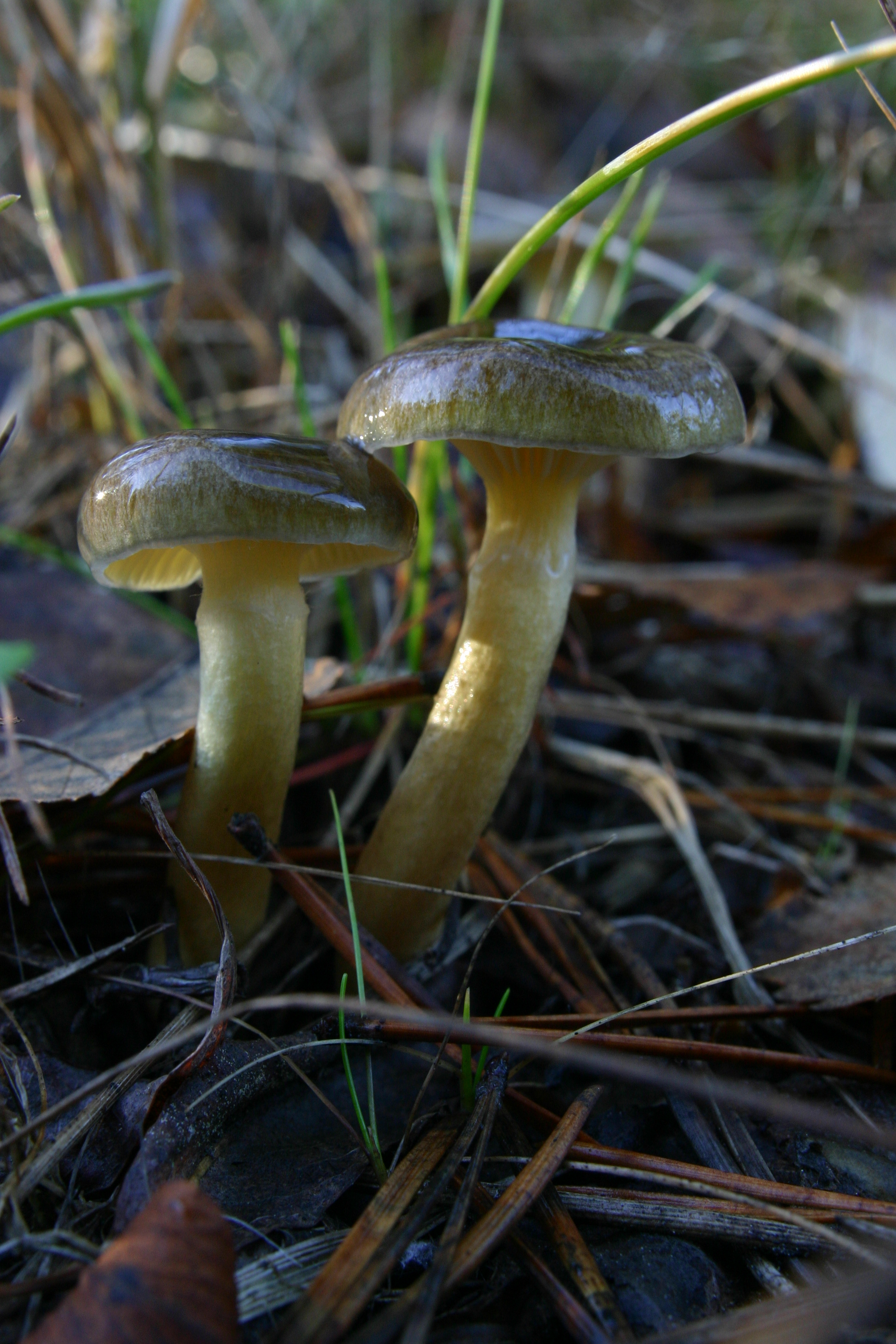
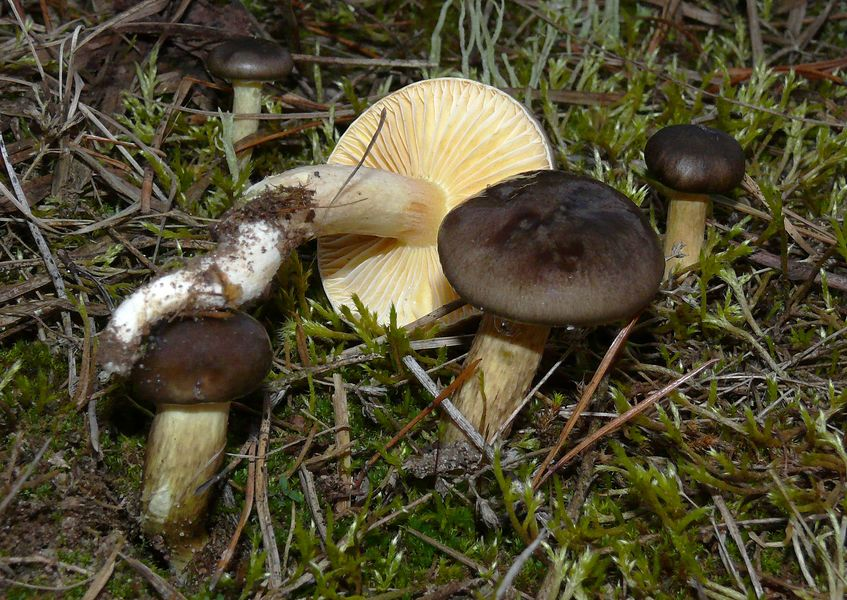
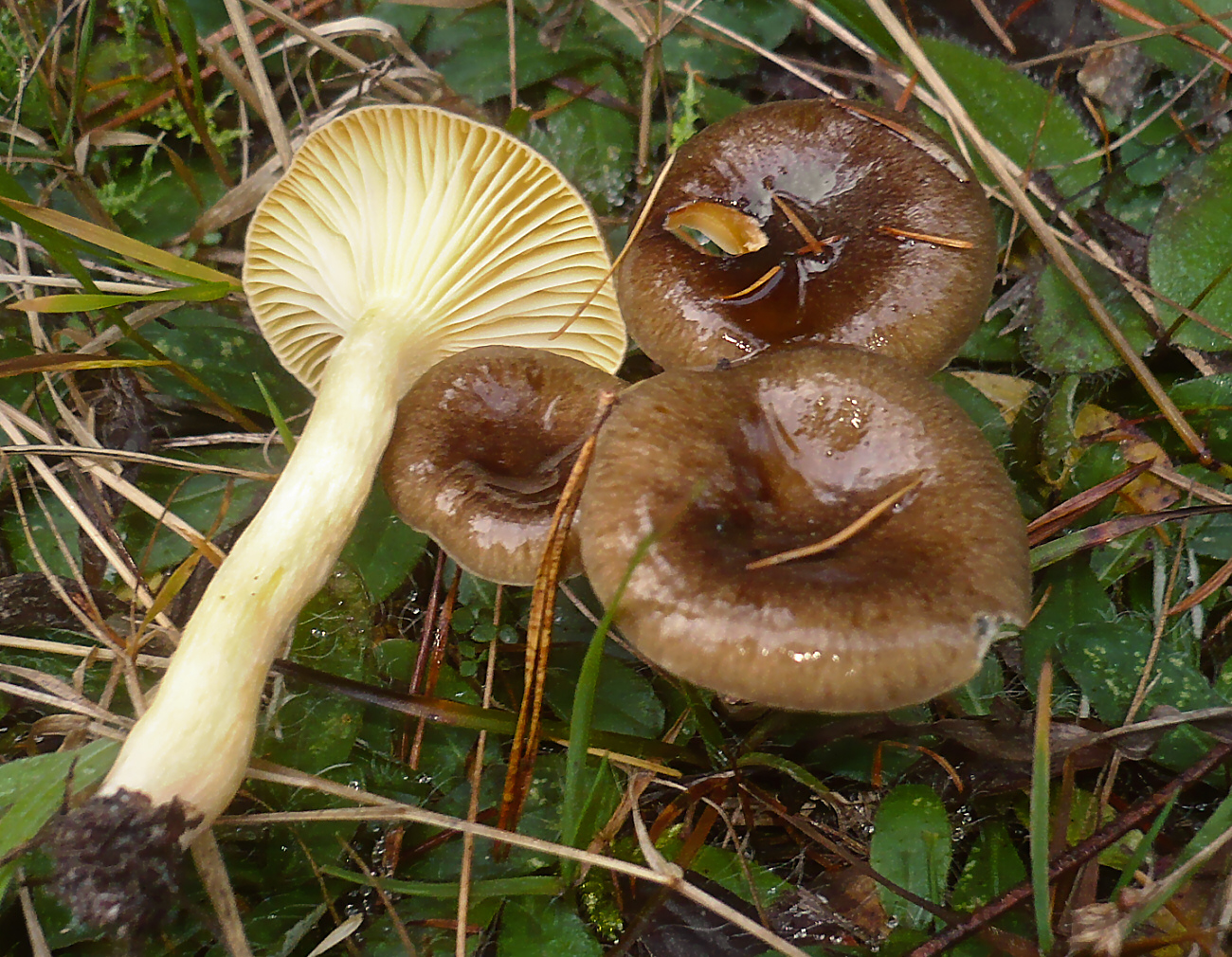